# Gratien Tonna
Pour les articles homonymes, voir Tonna (homonymie).
Gratien Tonna est un boxeur français né à Tunis le 18 janvier 1949. D'origine maltaise, son cousin germain est le boxeur anglais poids mouches Charlie Magri, champion du monde WBC en 1983.

## Carrière
Il arrive à Marseille en 1967. Boxeur amateur en 1968 puis en 1969, il devient champion de Provence, champion de France junior, champion de France militaire et champion du monde militaire. En 1970, Gratien remporte le titre de champion de France amateur puis entame une carrière professionnelle. En 1974, il s'empare du titre national après sa victoire aux points contre Fabio Bettini. Fin novembre, il affronte le Colombien Rodrigo Valdés pour le titre de champion du monde WBC. Il perd par KO au 11e round dans la confusion, son adversaire l'aurait frappé lors d'une interruption du combat, . L'année suivante, il devient champion d'Europe EBU des poids moyens à Monaco aux dépens de Kevin Finnegan (victoire aux points) mais perd un second championnat du monde contre Carlos Monzon par KO au 5e round.
En 1976, Gratien Tonna bat Jules Bellaïche lors d'un championnat de France à Marseille devant 5 500 personnes à la salle Vallier. Jean Matéo subit aussi pour un championnat de France un terrible KO au 2e round. En 1977, il mit KO au 8e round à Milan lors d'un nouveau championnat d'Europe l'anglais Alan Minter. En 1978, après une défaite contre Ronnie Harris à Las Vegas à l'occasion d'une demi-finale mondiale, il perd sa ceinture européenne lors du combat revanche contre Minter (abandon au 6e round à Londres). En 1979, il relance une nouvelle fois sa carrière à 30 ans en remportant à Périgueux, pour la 5e fois la ceinture de champion de France, cette fois face à Gérard Nosley par KO au 6e round. Il s'agit néanmoins de son dernier fait d'armes puisqu'en 1980, il perd aux points un dernier combat contre Kevin Finnegan pour le championnat d'Europe des poids moyens dans la salle Pierre Courbertin.

Meilleur espoir 1971/72 et premier français à boxer à Las Vegas, Tonna met un terme à sa carrière professionnelle en 1985 sur un bilan de 46 victoires et 11 défaites.